# Marko Špiler
Marko Špiler (Beograd, 1980) srpski je profesor, konsultant, menadžer javnih nabavki.

## Biografija
Osnivač "CMN" - "Centra za menadžment nabavki" i Predsednik "Komore javnih nabavki Srbije", prof. dr Marko Špiler, rođen je 1980. godine u Beogradu gde završava osnovnu školu, gimnaziju i stiče naziv diplomiranog ekonomiste (2004.), diplomiranog inženjera menadžmenta, a potom i magistra nauka (2008.) i doktora nauka (2012.). Špiler radi kao profesor strukovnih studija na "Visokoj poslovnoj strukovnoj školi" iz Novog Sada, na predmet: "Menadžment nabavki" i kao Vanredni profesor na "Fakultetu za menadžment" iz Novog Sada, kao rukovodilac master programa "Menadžment javnih nabavki". Pre toga radio je kao profesor na Akademiji tehničkih i umetničkih studija“ iz Beograda. Pored toga, kao predavač na institucija, održao je preko 400 predavanja na naučnim skupovima, seminarima i savetovanjima, u zemlji i inostranstvu, a kao konsultant, sproveo desetine uspešnih projekata (opštinske uprave, sektor obrazovanja, javna preduzeća), takođe je međunarodni konsultant za oblast nabavki. Obavljao je više funkcija u javnom sektoru Grada Beograda i Republike Srbije. Objavio je trinaest knjiga, dve monografije i preko 200 naučnih i stručnih radova. Kao konsultant sproveo preko 200 konsultantskih ugovora u okviru CMN - Centra za menadžment nabavki, u okviru javnih preduzeća, privatnih kompanija, opštinskih uprava, obrazovnih institucija, državnih agencija, univerziteta.

## Dela

### Knjige
- „Strategijski menadžment velikih poslovnih sistema“, Tronik Dizajn, Beograd, 2012. (369 str.)
- „Javne nabavke u Republici Srbiji“, Institut za ekonomiju i pravo, Beograd, 2014. (1300 str. – koautor Nadežda Mitrović Žitko)
- „Ekskurzije i nastava u prirodi", Institut za ekonomiju i pravo, Beograd, 2014. (300 str. – koautor Bogoljub Lazarević)
- „Sprovođenje javnih nabavki u praksi", Institut za ekonomiju i pravo, Beograd, 2015. (213 str.)
- „Menadžment javnih nabavki", Centar za menadžment nabavki, Visoka strukovna škola DTM, Beograd, 2015. (207 str.)
- „Forenzika javnih nabavki", Centar za menadžment nabavki, Visoka strukovna škola DTM, Beograd, 2017. (212 str. - koautor Dr Nataša Tanjević)
- „Operativni i proizvodni menadžment", Centar za menadžment nabavki, Beograd, 2017. (211 str.)
- „Javne nabavke u ustanovama obrazovanja i vaspitanja", Centar za menadžment nabavki, Beograd, 2017. (641 str. - koautor Nikola Živančević)
- „Sistem i praksa javnih nabavki", Centar za menadžment nabavki, Beograd, 2017. (320 str.)
- „Organizacija javnih nabavki", Centar za menadžment nabavki, Beograd, 2018. (208 str.)
- „Javne nabavke - teorija i praksa", Centar za menadžment nabavki, Beograd, 2018. (504 str.)
- "Forenzičko računovodstvo - istražne radnje, ljudski faktor i primenjivi alati", Fakultet organizacionih nauka, Beograd, 2021. (1130 str. - Snežana Knežević i grupa autora)
- "Prevarno finansijsko izveštavanje", Fakultet organizacionih nauka, Beograd, 2022. (600 str. - Snežana Knežević i grupa autora)

Objavio je dve monografije:
- „Poslovni, organizacioni i finansijski efekti svojinskih promena u državnim preduzećima u periodu tranzicije“, Centar za menadžment nabavki, Beograd, 2015.
- „Unapređenje organizacije u cilju sprečavanja zloupotreba u sektoru javnih nabavki", Centar za menadžment nabavki, Beograd, 2015.
- Objavio je preko 100 naučnih i praktičnih radova, članaka, na različitim savetovanjima, seminarima, zbornicima odnosno časopisima, iz više ekonomskih i menadžment oblasti, u zemlji i inostranstvu:

### Odabrani radovi
Objavio je preko 100 naučnih i praktičnih radova, članaka, na različitim savetovanjima, seminarima, zbornicima odnosno časopisima, iz više ekonomskih i menadžment oblasti, u zemlji i inostranstvu:
1. Mirčetić, V., Ivanović, T., Knežević, S., Bogojević Arsić, V., Obradović, T., Karabasevic, D., Vukotić, S., Brzaković, T., Adamović, M., Milojević, S., Milašinović, M., Mitrovic, A., Špiler, M. [2022]. – The Innovative Human Resource Management Framework: Impact of Green Competencies on Organisational Performance, Sustainability 2022/2, . doi:10.3390/su14052713. Недостаје или је празан параметар |title= (помоћ)
2. Matejić, T., Knežević, S., Bogojević Arsić, V., Obradović, T., Milojević, S., Adamović, M., Mitrović, A., Milašinović, M., Simonović, D., Milošević, G., Špiler, M. [2022]. – Assessing the Impact of the COVID-19 Crisis on Hotel Industry, Sustainability
3. Rakić, S., Adamović, V., Špiler M, [2021]. Challenges and directions of developing business communication on the global market, Oditor, Beograd
4. Mihajlović, , Špiler, M., Avakumović, J., Tasić, S., Vukosavljević, D., [2020]. – Possibility of applying contemporary analytical methods in auditing procurement of agricultural companies, Časopis Ekonomika poljoprivrede, Beograd, 1/2021.[3]
5. Ćurčić, M., Todorović, V., Dakić, P., Ristić, K., Špiler, M. [2021]. – Economic potential of agro-food production in the Republic of Serbia“,  Časopis Ekonomika poljoprivrede, Beograd, 2/2021.
6. Špiler M, [2021]. Razvoj sistema javnih nabavki kroz implementaciju inovativnih kriterijuma za dodelu ugovora, Škola biznisa, 2021.
7. Špiler M, Bogojević-Arsić V, Knežević S, [2021]. Upotreba nefinansijskih mera u poboljšanju procene rizika od prevara: mogućnosti i ograničenja
8. Špiler, M., [2020]. Analiza efekata primene novog Zakona o javnim nabavkama na postupanje naručilaca i ponuđača u sistemu javnih nabavki Republike Srbije. Škola Biznisa, 1/2021.
9. Paspalj, D., Brzaković, P., Špiler, M. [2020]. Profesionalni status menadžera sa aspekta socio demografskih obeležja. Oditor, Centar za ekonomska i finansijska istraživanja 1/2021. M51 ERIC PLUS List
10. Špiler, M., [2020]. Komparativna analiza predmeta postupaka javno privatnog partnerstva i koncesija u Republici Srbiji. Škola Biznisa, 1/2021.
11. Špiler, M., [2020]. Istraživanje promena u strukturi izbora vrste postupaka javnih nabavki u skladu sa izmenom zakonodavnog okvira u sistemu javnih nabavki u Republici Srbiji. Škola Biznisa, 2/2021.
12. Špiler, M., [2020]. Istraživanje uticaja izmena zakonodavnog okvira u oblasti javnih nabavki na rad i motivaciju zaposlenih u oblasti javnih nabavki. Škola Biznisa, 1/2021.
13. Špiler, M., Kvrgić, G., & Vujadin, R. [2016]. Ostvarivanje strateške prednosti u velikim poslovnim sistemima kroz sistem javnih nabavki. Ekonomika, 62(2), 111-123.
14. Tanjević, N., Špiler, M. [2016]. Ključni rizici za korupciju u oblasti javnih nabavki i kontra mere u pravnom sistemu Republike Srbije, Bezbednost, Beograd, vol. 58, br. 2, str. 131-150
15. Knežević, S, Špiler, M, Milašinović, M, Mitrović, A, Milojević, S, Travica, J, [2021]. Primena Beneish M-Score i Altman Z-score modela kod otkrivanja finansijskih prevara i neuspeha kompanije, Tekstilna industrija, Beograd
16. Špiler, M. [2021]. Reducing the risk of submitted requests for protection of rights in public procurement procedures, through the improvement of the organization based on the analysis of public procurement cases in the public utility sector of Belgrade,  International Academic Institute Journal
17. Špiler, M., Trivunović Stajić, Đ., Milojević, S., Travica, J. [2021]. The Role of Accounting Information Systems and Financial Analysis in Enhancing the Human Resources Management Cycle, International Academic Institute Journal
18. Milojević, S., Špiler, M., Milojičić, M., Travica, J. [2021]. Analysis of financial performance of hotel companies using ratio analysis, Knowledge International Journal 49 (1), 215-221[1]
19. Špiler, M, Savanović, G. [2021]. Improving business management systems in the textile industry through the system of public procurement, Tekstilna industrija, Beograd
20. Knežević S, Milojević, S., Špiler M. [2018].  Forensic accounting education and connection to practice summary, Revizor, Beograd
21. Špiler M. [2018]. Značaj uvođenja instituta forenzike javnih nabavki, Administracija i javne politike, broj 2/2018, str. 17.-39., Institut za političke studije, Beograd[2]
22. Paunović M., Špiler, M., Paunović, D. (2015). Uticaj motivacije i organizacionog ponašanja na produktivnost rada, Tekstilna industrija, Beograd, 2015, vol. 63, br. 4, str. 27-44[3]
23. Jeknić M., Špiler M., (2011.) Elementi sanacije gubitaka u toplanama Srbije, Revizor, Beograd, vol. 14, br. 54, str. 89-97[4]
24. Knežević, S., Milojević, S., Špiler, M., (2021.) Edukacija o forenzičkom računovodstvu i veza sa praksom, Revizor, Beograd